# Ron Ponte
Ron Ponte (* 14. Juli 1988 in Tel Aviv-Jaffa) ist eine israelische Volleyballspielerin.

## Karriere
Ponte spielte in Israel für VBC Ra’anana. 2008 gewann sie mit dem Verein den nationalen Pokal und belegte den zweiten Platz in der Meisterschaft. Im folgenden Jahr wurde sie neben der erfolgreichen Titelverteidigung im Pokal auch Meisterin mit Raanana. 2010 erreichte der Verein in beiden Wettbewerben den zweiten Rang. Von 2011 bis 2013 gelangen drei weitere Pokalsiege und zwei Meistertitel. Ponte spielt außerdem in der israelischen Nationalmannschaft, die seit 2010 regelmäßig an der Europaliga teilnimmt. 2013 wechselte die Zuspielerin zum deutschen Bundesligisten Ladies in Black Aachen. 2015 beendete sie ihr Engagement in Aachen und ist derzeit noch ohne Verein.
2005 spielte Ponte zwei Beachvolleyball-Turniere mit Shirley Sharashov.